# Rückwärtsversicherung
Die Rückwärtsversicherung ist eine Ausnahme zum Grundsatz, dass Versicherungsschutz nur für die Zukunft gewährt wird (Prinzip der Vorwärtsversicherung). Die Rückwärtsversicherung ist damit bei der Frage des Versicherungsbeginns eines Versicherungsvertrages angesiedelt. Bei der Rückwärtsversicherung werden der technische und der materielle Beginn eines Vertrages vor den formellen Beginn gelegt. D.h., dass der prämienbelastete Zeitraum und der Zeitpunkt der Gefahrtragung durch den Versicherer vor dem Zeitpunkt des Vertragsschlusses liegen.
Weiß der Versicherer bei Abschluss des Vertrages, dass die Möglichkeit eines Versicherungsfalls ausgeschlossen ist, so hat er keinen Prämienanspruch. Weiß der Versicherungsnehmer im Gegenzug, dass der Schaden bereits eingetreten ist, hat er keinen Leistungsanspruch.
Die Rückwärtsversicherung wird in § 2 VVG Deutschland geregelt.
Der Begriff der Rückwärtsversicherung ist abzugrenzen gegen den der Rückdatierung und den der Rückversicherung.